# Elvin Larsson
Elvin Martin Allan Larsson, född 12 maj 1913 i Malmö, död 1995, var en svensk målare och tecknare.
Han var son till fabrikören Carl Magnus Ludvig Larsson och Ida Kristina Lundgren och från 1945 gift med Inga Elizabeth Larsson. Han studerade vid Skånska målarskolan i Malmö och en kortare tid för Marcel Gromaire i Paris 1939 och under självstudier på resor till Norge och Finland. Separat ställde han ut på svartbrödraklostret i Lund, Gummesons konsthall och på Malmö museum. Tillsammans med Gunnar Norrman och sin fru ställde han ut i Lomma 1956 och han medverkade i konstnärsgruppen Blandningen och Skånes konstförenings utställningar. Dessutom medverkade han i Riksförbundet för bildande konsts utställning i Danmark och med Sveriges allmänna konstförening. Han tilldelades Skånes konstförenings resestipendium 1948. Han var medlem i Konstnärernas Samarbetsorganisation. Hans konst består av stilleben, interiörer, figursaker, naket och skånska landskapsbilder ofta i vinterdräkt. Larsson är representerad vid Moderna museet i Stockholm och Malmö museum.